# Oe24 Radio
oe24 Radio (bis 2024 Radio Austria) ist ein österreichischer privater Hörfunksender mit Regionalnachrichten gesplittet. Nachdem 2018 ein erster Antrag auf eine bundesweite Lizenz gestellt worden war, ging Radio Austria am 26. Oktober 2019 auf Sendung. Es ist nach Kronehit der zweite österreichische Privatsender mit einer solchen Lizenz. Der Sender wird von der Radio Austria GmbH (ursprünglich: Antenne Österreich Mediengesellschaft) betrieben. Diese gehört zur Unternehmensgruppe von Wolfgang Fellner, der unter anderem auch Inhaber der Boulevardzeitung Österreich ist. Ein Zusammenhang mit der von 1923 bis 2002 bestehenden Radio Austria AG und Antenne Austria besteht nicht.

## Entstehungsgeschichte

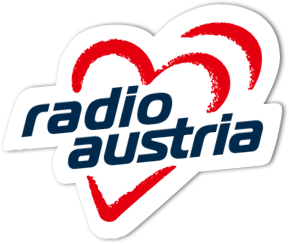
Logo von 2019 bis 2024

Am 23. Jänner 2018 hatte die damals sogenannte Antenne “Österreich” und Medieninnovationen GmbH, hinter der die Unternehmerfamilie Fellner steht, bei der Kommunikationsbehörde Austria einen Antrag auf eine bundesweiten Sendelizenz gestellt. Deren Erteilung ist mit hohen gesetzlichen Auflagen verbunden, darunter eine zumindest sechzigprozentige Abdeckung des österreichischen Staatsgebietes. Um dies zu erreichen, wurden innerhalb der genannten GmbH die Lizenzen von Oe24, Antenne Salzburg, Antenne Tirol, sowie weiterer lokaler Sender zusammengefasst. Ergänzt wurde die Abdeckung durch die Sendegebiete Oberösterreich Mitte, Klagenfurt und Graz des Senders LoungeFM. Da die Sendelizenz für Oberösterreich Mitte jedoch am 25. Jänner 2018 auslief, verweigerte die Kommunikationsbehörde die Erteilung der bundesweiten Lizenz. Nach Wiedererteilung der Lizenz für das betroffene Gebiet erfolgte noch 2018 ein erneuter Antrag, dem im Februar 2019 stattgegeben wurde. Der Sendestart erfolgte am 26. Oktober 2019, dem österreichischen Nationalfeiertag, auf rund 60 über das gesamte Bundesgebiet verteilten UKW-Frequenzen und knapp zwei Jahre später über DAB+. Erste Sendung war eine Morgenshow, die von Rudolf Klausnitzer und Wolfgang Fellner selbst moderiert wurde.
Im Vorfeld des Sendestartes strebte der Sender Kronehit, der mit Radio Austria erstmals einen privatrechtlichen Konkurrenten bekommen hatte, rechtliche Schritte gegen den neuen Sender an. Kronehit hatte Forderungen an der insolventen Radio Oberland GmbH (dem früheren Eigentümer von Lounge FM) übernommen. Es wurde argumentiert, dass die Gläubiger kein Geld aus dem Verkauf beziehungsweise der Wertsteigerung durch die bundesweite Lizenz bekommen hatten. Der Masseverwalter der Radio Oberland GmbH wies die Forderungen als unbegründet zurück.
Im Dezember 2022 bestätigte Niki Fellner (Sohn von Wolfgang Fellner und neuer Mehrheitseigentümer der Fellner Medien Holding), dass Radio Austria im Rahmen einer finanziellen Konsolidierung des Medienkonzerns verkauft werden solle. Unter den Kaufinteressenten wurden die Styria Media Group, die Bauer Media Group und Mainstream Media genannt.
Im Zuge eines Rebrandings wurde Radio Austria zum 1. Mai 2024 in oe24 Radio umbenannt.

## Programm
oe24 Radio fokussiert nach eigenen Angaben auf ein „bewusst erwachsenes Radioprogramm“, woraus sich ein Kontrast zum Programm des Konkurrenten Kronehit ergeben soll, das auf eine jüngere Zielgruppe ausgerichtet sei. Die Musikauswahl steht daher unter dem Motto Sound deines Lebens und beinhaltet neben den aktuellen Hitparaden auch Hits der 80er-, 90er- und vor allem 2000er-Jahre sowie des Austropop. Als einen weiteren Programmschwerpunkt nannte Fellner umfangreiche Nachrichtensendungen auch zu regionalen Bundesland-Themen. Zu den wichtigsten Sendungen gehört die tägliche Morgenshow „Good Morning Austria“, die abwechselnd von Rudolf Klausnitzer, Wolfgang Fellner und Programmchef Alex Nausner moderiert wird, weiters die mittägliche Interviewsendung „VIP-Lounge“, im Verlauf des Nachmittages die „Hit-Wahl“ sowie eine „Österreich-Show“ mit Tagesneuigkeiten. Im Abendprogramm berichtet „Radio Austria Live“ von Veranstaltungen des Abends.

## Reichweite
Im Radiotest für das zweite Halbjahr 2019 und das erste Halbjahr 2020 hatte Radio Austria in der Altersgruppe zwischen 14 und 49 Jahren eine Reichweite von 1,9 %. Größter privater Sender war Kronehit mit einer Reichweite von 14,4 %. Im Jahr 2021 hatte Radio Austria beim Gesamtpublikum ab 10 Jahren einen Anteil von 1,3 %, 2022 stieg dieser auf 1,7 %.